# Емма Суарес
Емма Суарес (ісп. Emma Suárez, нар. 25 червня 1964, Мадрид) — іспанська акторка, триразова лауреатка премії «Гойя», зокрема: 1997 року за найкращу жіночу роль в фільмі «Собака на сіні», 2016 року за найкращу жіночу роль у фільмі «Джульєтта» та за найкращу жіночу роль другого плану в фільмі «Наступна шкіра».

## Біографія
Дебютувала в 14 років головною роллю в екранізації мемуарів Летісії Валле за романом письменниці Рози Шасель. В подальшому акторка-самоучка грає у таких режисерів як Антоніо Бетанкур (1919: Хроніка зорі), Хосе Луїс Гарсі (Сесія триває), Хосе Луїс Борау (Моя люба няня) а також у Їзабель Койшет (Надто стара, щоб померти молодою). Грає в театрі, у 1987 році з'явилася у відеоролику Хоакіна Сабіни.
У 1989 році Суарес знімається в фільмі Хуана Міньона «Біла голубка», де її партнерами по знімальному майданчику були Франсіско Рабаль та Антоніо Бандерас.
У період 1992—1996 років Емма Суарес знімається в трьох фільмах молодого режисера Хуліо Медема, разом з незмінними партнерами Кармело Гомесом та Нанчо Ново. За роль у фільмі «Руда білка» отримує першу номінацію на премію «Гойя».
У 1997 році Суарес отримує премію «Гойя» як найкраща актрорка за роль Діани в фільмі «Собака на сіні». ЇЇ парнером в фільмі знову виступив Кармело Гомес.
У 2008 та 2011 роках номінована на премію «Гойя» за роль в фільмах «Під зірками» та «Москітна сітка».
У 2016 році отримала дві премії «Гойя» за найкращу жіночу роль у фільмі «Джульєтта», а також за найкращу жіночу роль другого плану в фільмі «Наступна шкіра».
Одружена з режисером Хуаном Естерліхом-молодшим, мають одну дитину.

## Основна фільмографія
- 1989 — Надто стара, щоб померти молодою (Demasiado viejo para morir joven), реж. Ісабель Койшет
- 1989 — Проти вітру (Contra el viento), реж. Пако Паріньян
- 1989 — Біла голубка (La palomba blanca), реж. Хуан Міньон
- 1990 — Трамонтана (Tramontana), реж. Карлос Перес Ферре
- 1991 — Оркестр Клуб Вірджинія (Orquesta Club Virginia), реж. Мануель Ібоера
- 1992 — Корови (Vacas), реж. Хуліо Медем

- 1992 — Молочне життя (La Vida lacteal), реж. Хуан Естельрич
- 1993 — Руда білка (La ardilla roja), реж. Медем Хуліо Медем
- 1994 — Світло моєї пристрасті (Enciende mi pasion), реж. Хосе Мігель Ганга
- 1996 — Земля (Tierra), реж. Хуліо Медем
- 1996 — Собака на сіні (El perro del hortelano), реж. Пілар Міро
- 1998 — Переворот на стадіоні (Golpe de estadio), реж. Серджо Кабрера
- 1999 — Переживати (Sobreviviré), реж. Альфонсо Албасете
- 2001 — Дама з порту Пім (Dama de Porto Pim), реж. Хосе Антоніо Салгот
- 2003 — Санса (Sansa), реж. Зігфрід
- 2004 — Денний час (Horas de luz), реж. Маноло Матхі
- 2007 — Під зірками (Bajo las estrellas), реж. Фелікс Віскаррет
- 2008 — Оскар. Сюрреалізм пристрасті (Óscar. Una pasión surrealista), реж. Лукас Фернандез
- 2010 — Москітна сітка (La mosquitera), реж. Агусті Віла
- 2011 — Для чого служить ведмідь (¿Para qué sirve un oso?), реж. Томаш Фернандез
- 2011 — Зона відпочинку (Área de descanso), реж. Michael Aguiló
- 2012 — Buscando a Eimish, реж. Ана Родрігез Россель
- 2014 — Смерть за свої кошти (Murieron por encima de sus posibilidades), реж. Ісакі Лакуеста
- 2016 — Наступна шкіра (La próxima piel), реж. Ісакі Лакуеста
- 2016 — Джульєтта (Julieta), реж. Педро Альмодовар
- 2017 — Доньки Абріль (Las hijas de Abril), реж. Мішель Франко